# Teodor (metge segle I)
Teodor (en llatí Theodorus, en grec antic Θεόδωρος) era un metge grec que menciona Plini el Vell. Va viure probablement al segle i o una mica abans. Podria ser la mateixa persona que el deixeble d'Ateneu, el fundador de la secta dels pneumàtics al segle i.